# 瓦莱奥里纳
瓦莱奥里纳（義大利語：Valle Aurina），是意大利北部博尔扎诺-上阿迪杰自治省的一个市镇，位于其省会博尔扎诺的东北方约70公里处，在奥地利的边境上。ISTAT代码为021108。

## 地理
于2010年11月30日的人口总计为5,881人，人口密度31.4人/平方公里，总面积187.0平方公里。
瓦莱奥里纳毗邻以下的市镇：塞尔瓦-代莫利尼、普雷多伊、坎波图雷斯、布兰德贝格（奥地利）、弗林肯贝格（奥地利）、和迈尔霍芬（奥地利）。

## 社会

### 语言分布
根据2011年的人口普查，有98.79%的居民以德语为第一语言，其余的居民以意大利语和拉登语为第一语言，分别占人口的0.93%和0.31%。
| 语言     | 2001   | 2011   |
| -------- | ------ | ------ |
| 德语     | 98.79% | 98.76% |
| 意大利语 | 1.07%  | 0.93%  |
| 拉登语   | 0.13%  | 0.31%  |